# Rhizothera longirostris
La pernice beccolungo (Rhizothera longirostris (Temminck, 1815)) è un uccello della famiglia Phasianidae.